# 서스만
서스만(중국어 정체자: 佘詩曼, 간체자: 佘诗曼, 병음: Shé Shīmàn, 한자음: 사시만, 광둥어: Se4 Si1 maan6 세시만, 영어: Charmaine Sheh 셔메인 셰[*], 1975년 5월 28일~)은 홍콩의 배우, 가수이다.